# اوسل (مناخة)

تعديل مصدري - تعديل

اوسل هي إحدى قرى عزلة مسار بمديرية مناخة التابعة لمحافظة صنعاء، بلغ تعداد سكانها 146 نسمة حسب تعداد اليمن لعام 2004.